# پارک ملی دهلیز واخان
دهلیز واخان از جمله پارک‌های ملی افغانستان است که در کوه‌های مرتفع شرق ولایت بدخشان قرار گرفته است. این پارک ملی در سده ۱۹ میلادی به عنوان شکارگاه پادشاهی معرفی شد و پس از آن به دلیل وجود گونه‌های جانوری ارزشمندی چون گوسفند مارکوپولو و پلنگ برفی به عنوان پارک ملی انتخاب شد.
به گفته مصطفی ظاهر رئیس اداره ملی محیط زیست، پارک ملی واخان ارتفاعات پامیر کوچک و پامیر بزرگ، قله نوشاخ با ٧٧٥۰ متر ارتفاع و یخچالهای طبیعی که رودخانه آمو از آن سرچشمه گرفته را در خود جای داده است.
از جمله دیگر پستانداران این پارک می‌توان به خرس قهوه‌ای، گرگ خاکی، سمور سنگی، روباه سرخ، وشق گربه پالاس، گوسفند وحشی اوریال و سیاه‌گوش اشاره کرد.